# Tourismus in Spanien

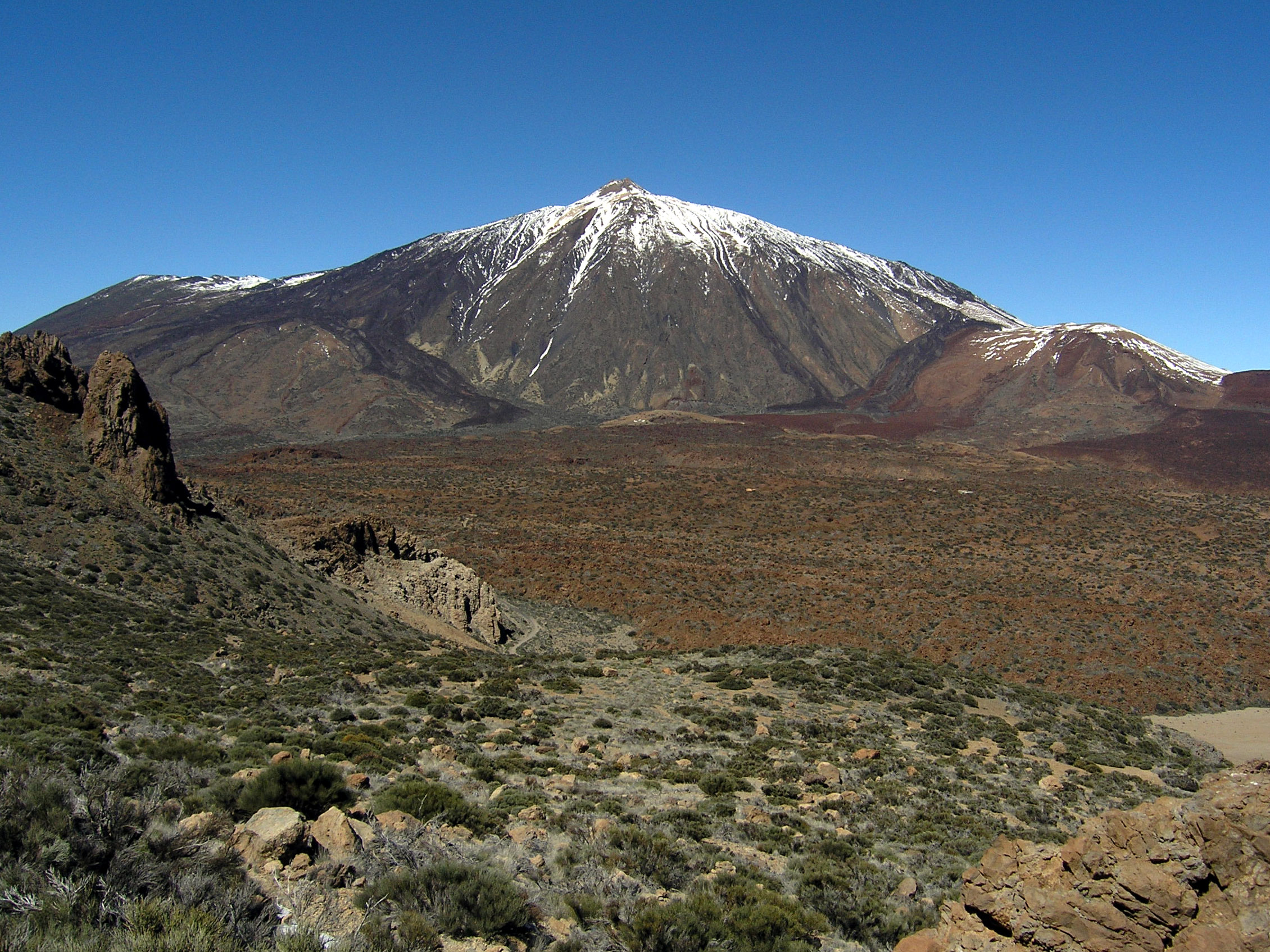
Teide, die höchste Erhebung auf der Kanarischen Insel Teneriffa und ebenfalls höchster Berg auf spanischem Staatsgebiet. Der Teide ist der dritthöchste Inselvulkan der Erde.

Der Tourismus ist ein wichtiger Wirtschaftsfaktor für Spanien. 2002 lag mit insgesamt über 11,6 Mio. Gästen (+15,2 % gegenüber 2001) die Region Katalonien in der Gunst der internationalen Touristen an der Spitze. Eine ebenfalls sehr beliebte Urlaubsdestination stellten die Kanaren im Jahr 2002 (−1,8 % gegenüber 2001). Weitere Gebiete von touristischem Interesse sind die an das Mittelmeer grenzenden Autonomen Regionen, u. a. Andalusien, die Balearen und Valencia. Bei den Städtereisen sind insbesondere die Ziele Madrid, Barcelona und Santiago de Compostela beliebt.
Spanien ist auch beliebt als Ziel für Sprachreisen. Im Jahr 2005 waren ca. 171.000 Sprachschüler in Spanien und blieben durchschnittlich 6,5 Wochen lang um ihren Sprachkurs zu absolvieren.
Bezogen auf die Herkunftsländer belegten 2010 die Briten mit knapp 24 % aller Touristen den Spitzenplatz, gefolgt von den Deutschen mit fast 17 %. Dicht dahinter rangierten die Franzosen mit 15 % auf dem dritten Platz. In absoluten Zahlen besuchten 2010 rund 9 Millionen Deutsche Spanien.
Auf Grund der Konflikte in der arabischen Welt kam es 2011 zu Steigerungen um 4,7 Prozent.
Auch in den folgenden Jahren steigerten sich die Besucherzahlen in Spanien zum Teil erheblich.
Im Jahr 2012 gab es 45.740 Beherbergungsbetriebe in Spanien. Die Anzahl der Übernachtungen in Hotels, Gasthöfen und Pensionen betrug im gleichen Jahr 280,7 Millionen.
Nach Angaben der Welttourismusorganisation war das Land 2015 das drittbeliebteste Urlaubsreiseziel der Welt (nach Frankreich und den USA, vor China). In diesem Jahr lag die Zahl touristischer Besucher bei rund 68 Millionen. 2007 hatte die Zahl der ausländischen Touristen in Spanien noch bei 61,6 Millionen gelegen.
Das Spanische Nationale Statistik Institut (Instituto Nacional de Estatística, INE) veröffentlichte Ende Januar die Zahlen für 2016. Demnach gab es erneut Steigerungen um 10,3 % der internationalen Besucher Spaniens. Insgesamt besuchten im Jahr 2016 75,6 Millionen Besucher das Land. Die Mehrzahl, 17,8 Millionen kamen erneut aus dem Vereinigten Königreich, gefolgt von Franzosen (11,37 Millionen) und Deutschen (11,19 Millionen). Die beliebtesten Reiseziele waren erneut Katalonien mit fast 18 Millionen Touristen und die Kanaren sowie die Balearen mit jeweils 13,29 Millionen.
Das Jahr 2024 brachte eine weitere Steigerung der Zahlen internationaler Touristen. Aus dem Vereinigten Königreich kamen 18,4 Millionen Touristen, gefolgt von Franzosen (12,9 Millionen) und Deutschen (11,9 Millionen). Auf den nächsten Plätzen folgten Italiener (5,5 Millionen) und die in der Statistik zusammengefassten Skandinavier (5,1 Millionen).
Folgende Tabelle gibt Überblick über die Entwicklung der Anzahl der Ankünfte von internationalen Gästen seit dem Jahre 1995. Als internationale Gäste zählen alle Personen, die aus dem Ausland anreisen und mindestens einmal im Land übernachten. Angegeben sind zudem die getätigten Ausgaben dieser Gäste (gerechnet in US-Dollar).
| Jahr | Anzahl int. Gäste | Einnahmen       |
| ---- | ----------------- | --------------- |
| 1995 | 32.971.000        | 27,369 Mrd. USD |
| 2000 | 46.403.000        | 32,656 Mrd. USD |
| 2005 | 55.914.000        | 49,565 Mrd. USD |
| 2006 | 58.004.000        | 53,160 Mrd. USD |
| 2007 | 58.666.000        | 59,910 Mrd. USD |
| 2008 | 57.192.000        | 64,422 Mrd. USD |
| 2009 | 52.178.000        | 55,748 Mrd. USD |
| 2010 | 52.677.000        | 54,305 Mrd. USD |
| 2011 | 56.177.000        | 62,447 Mrd. USD |
| 2012 | 57.464.000        | 57,877 Mrd. USD |
| 2013 | 60.675.000        | 62,584 Mrd. USD |
| 2014 | 64.939.000        | 65,099 Mrd. USD |
| 2015 | 68.175.000        | 56,532 Mrd. USD |
| 2016 | 75.315.000        | 60,605 Mrd. USD |
| 2017 | 81.786.000        | 68,437 Mrd. USD |